# Хрестова булочка
Хрестова булочка або гаряча булочка з хрестом (англ. hot cross bun), у франкомовній частині Канади носить назву булочка Страсної п'ятниці (фр. brioche de Vendredi Saint) — традиційний великодній хліб, який вживають у Велику п'ятницу в Англії, країнах Британської Співдружності та деяких місцевостях Німеччини, у Чехії аналог мазанець (чеськ. mazanec).
У країнах Британської співдружності являє собою виріб із здобного тіста з прянощами (зазвичай корицею, мускатним горіхом та гвоздикою) і родзинками, з нанесеним згорі зображенням білого хреста (надрізами на булочці, сумішшю води та борошна, або за допомогою смужок тіста).
Хрест на булочці символізує Христове розп'яття на хресті, проте, можливо, ця страва походить від дохристиянських ритуальних підношень богам; можливий зв'язок з саксонською традицією випікання булочок з хрестом на честь богині Остари, яка дала ім'я святу Великодня  у германомовних країнах (англ. Easter.
Зазвичай з'являється у продажу невдовзі перед Великоднем та зникає після пасхальних свят. Проте останнім часом у певних місцях залишається у продажу цілорічно. В Австралії отримав популярність різновид булочок з какао-пудрою в тісті та шматочками шоколаду.
З булочками пов'язані певні забобони та міські легенди: вважають, що булочки, випечені на Велику п'ятницю, не пліснивітимуть весь рік, а також, що Церква Англії намагалася заборонити продаж хрестових булочок через їхню надмірну популярність, і Єлизавета I обмежила їхній продаж великодневими святами та Різдвом.